# Glorious 39
Glorious 39 (Glorioso 39) es una película escrita y dirigida por Stephen Poliakoff y protagonizada por Romola Garai, Bill Nighy, Julie Christie, Jeremy Northam, Christopher Lee, David Tennant y Jenny Agutter. La filmación comenzó a finales de octubre de 2008 y concluyó en diciembre de 2008. La mayoría de la filmación tuvo lugar en Norfolk, donde la película está ubicada. Se estrenó el 20 de noviembre del 2009.

## Sinopsis
En vísperas de la Segunda Guerra Mundial, mientras la familia Keyes trata de mantener su modo de vida tradicional, Anne (Garai) ve su vida cambiar cuando se tropieza con grabaciones secretas del movimiento a favor del pacifismo.

## Elenco
- Romola Garai como Anne Keyes.
- Bill Nighy como el padre de Anne.
- Julie Christie como tía de Anne, Elizabeth.
- Eddie Redmayne como el hermano de Anne, Ralph.
- Juno Temple como la hermana menor de Anne, Celia.
- David Tennant como Hector.
- Charlie Cox como Lawrence.
- Jeremy Northam como Joseph Balcombe.
- Christopher Lee como el anciano Walter Page.
- Corin Redgrave como Oliver Page.
- Hugh Bonneville como Gilbert.
- Jenny Agutter como la madre de Anne.
- Sam Kubrick-Finney como el joven Walter Page.
- Toby Regbo como Michael Walton.
- Muriel Pavlow como la anciana Anne Keyes.
- Catherine Balavage como Debutante.